# The Spy Next Door
The Spy Next Door is een Amerikaanse romantische komedie/actiefilm uit 2010, geregisseerd door Brian Levant. De hoofdrollen worden vertolkt door Jackie Chan, Billy Ray Cyrus, George Lopez, en Magnus Scheving. De film was in Nederland te zien in de bioscoop vanaf 4 februari 2010.

## Verhaal
De film draait om undercoverspion Bob Ho. Hij besluit zijn spionagecarrière op te geven om meer tijd met zijn vriendin Gillian door te brengen in de hoop dat ze zijn huwelijksaanzoek accepteert. Gillian ziet wel wat in een huwelijk, maar eerst wil ze zien dat Bob haar drie eigenwijze kinderen (Nora, Ian en Farren) goed kan opvoeden. Zodra Gillian onverwacht de stad uit moet, laat ze haar kinderen dan ook achter bij Bob.
Als een van de kinderen per ongeluk een top-secret formule downloadt, komt Poldark, een Russische terrorist ze op het spoor. Hij wil de formule, die olie in stof kan veranderen, koste wat het kost terug. Hij stuurt zijn handlangers om de formule te bemachtigen en iedere tegenstander uit de weg te ruimen. Zodoende begint voor Bob een race tegen de klok om niet alleen de formule uit handen van Poldark te houden, maar ook Gillians kinderen te beschermen.

## Rolverdeling
- Jackie Chan - Bob Ho
- Magnus Scheving - Poldark
- Billy Ray Cyrus - Colton James
- George Lopez - Glaze
- Lucas Till - Larry
- Amber Valletta - Gillian
- Madeline Carroll - Farren
- Will Shadley - Ian
- Alina Foley - Nora
- Katherine Boecher - Tatiana Creel

## Achtergrond
Opnames voor de film vonden plaats van oktober tot december 2008. De film is grotendeels opgenomen in New Mexico.
De film bracht in de bioscopen 28 miljoen dollar op, waarmee het financieel gezien een succes was. Reacties van critici waren echter niet al te lovend. Op Rotten Tomatoes scoort de film 8% aan goede beoordelingen. Vooral het verhaal van de film was onderwerp van kritiek. Lael Loewenstein van Variety noemde de grappen in de film "cartoonachtig".